# Hemocultivo

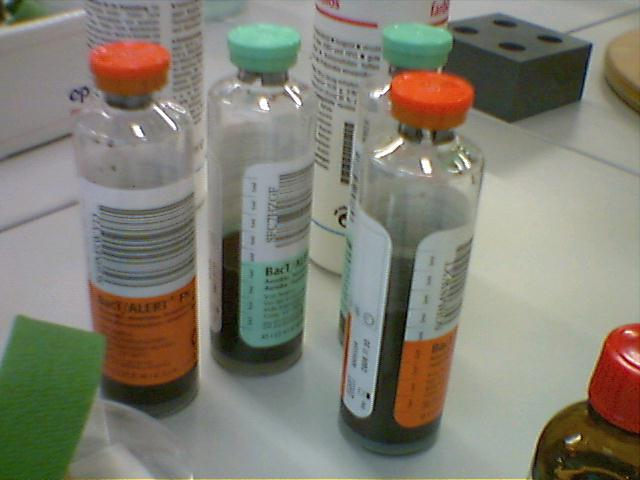
Frascos para hemocultivos.

Los hemocultivos son una herramienta diagnóstica esencial para determinar la presencia de microorganismos en sangre como bacterias.
Mediante las muestras de sangre extraídas al paciente se estudiará el crecimiento de los microorganismos en medios de cultivo, pudiendo así determinar el tratamiento que debe pautarse en función del patógeno responsable.
La extracción de muestras será realizada por el personal de enfermería siguiendo los protocolos de cada hospital.

## Historia
Comenzó a inicios del siglo XX.

## Técnica
Se extraen por venopunción (mediante técnica estéril) en el paciente adulto de 8-10 ml y en niños del 1-4 ml de sangre y se inoculan en dos frascos que contienen un medio de cultivo específico para organismos aerobios y anaerobios.
Se necesita que los frascos no se contaminen con bacterias de la piel de los pacientes o del personal que realiza la extracción. Con ese fin, antes de proceder a la extracción se limpiarán los tapones de los frascos de hemocultivo con un antiséptico (gluconato de clorhexidina al 2-4 % o alcohol isopropílico o etílico al 70 %) que se dejará secar para evitar su entrada en el interior del frasco al inocular la sangre. Se ha demostrado que la introducción de pequeñas cantidades de antiséptico en el frasco puede inhibir el crecimiento bacteriano.
No debe ponerse algodón u otro material no estéril sobre la aguja en el momento de sacarla de la vena.
Los frascos de hemocultivo deben inocularse rápidamente para evitar la coagulación de la sangre en la jeringa, atravesándolos con la aguja en posición vertical.
Diferentes estudios demuestran que el cambio de agujas no disminuye la tasa de contaminación y aumenta el riesgo de pinchazo accidental y otros sugieren lo contrario.
Una vez inoculados los frascos invertirlos varias veces para mezclar la sangre y el medio de cultivo. Según la bibliografía si la extracción es con jeringa se introducirá primero la sangre en el frasco de anaerobios y a continuación aerobios. Si se utiliza la palometa se introducirá primero aerobios y luego anaerobios. (El sistema de palomita tiene aire que se podría introducir en el vial).

## Indicaciones
Sería imposible detallar todas las situaciones en las que se deben extraer hemocultivos, pero, de forma general, deben realizarse antes de la administración de terapia antimicrobiana sistémica, siempre que exista sospecha clínica de sepsis, meningitis, osteomielitis, pielonefritis, infección intraabdominal, artritis, infecciones graves de la piel y tejidos blandos, neumonía, endocarditis y fiebre de origen desconocido (absceso oculto, fiebre tifoidea, brucelosis, tularemia, etc.). Los signos que orientan esta sospecha incluyen fiebre o hipotermia (neonatos, ancianos), escalofríos, leucocitosis o granulocitopenia, deterioro uni o multiorgánico de etiología no aclarada, shock, compromiso hemodinámico de causa desconocida y combinaciones de alguno de ellos. Asimismo está indicada la extracción de hemocultivos en niños pequeños o ancianos con disminución súbita de la vitalidad, ya que en estas poblaciones pueden no aparecer los signos y síntomas típicos de la bacteriemia.

## Interpretación
Es importante extraer al menos dos muestras para cultivo en dos lugares distintos, si en uno se aíslan bacterias que forman parte de la piel y en otro no, puede admitirse sin riesgo que la bacteria encontrada en el primer cultivo es un contaminante y no responsable de la infección del paciente.
Resultados normales: negativo.
Resultados anormales: positivo.
Pueden obtenerse resultados positivos que no reflejen una bacteriemia real del paciente debido a contaminación de las muestras (por la manipulación en el laboratorio o en el momento de la extracción de la sangre del paciente) las denominadas seudobacteriemias. En muchas ocasiones es difícil diferenciar entre un hemocultivo positivo que corresponde a una infección verdadera o un hemocultivo contaminado que no requiere tratamiento. Para ello, puede ser de utilidad la valoración de la historia clínica del paciente, la exploración física, la temperatura en el momento de la extracción de sangre del hemocultivo, el número de leucocitos y el recuento porcentual, el patógeno aislado en el hemocultivo y el resultado de los cultivos realizados en otras localizaciones.
El tipo de microorganismo aislado puede tener también algún valor predictivo; el aislamiento de Staphylococcus aureus, Escherichia coli y otros miembros de la familia de las enterobacterias, Pseudomonas aeruginosa, Streptococcus pneumoniae y Candida albicans representan casi siempre (>90 %) una infección verdadera. Mientras que otros microorganismos, como Corynebacterium spp., Bacillus spp. y Propionibacterium acnes, raramente (<5 %) representan una infección verdadera. Sin embargo, los microorganismos más problemáticos a la hora de decidir entre contaminación o infección verdadera son los estreptococos del grupo viridans, que se asocian a infección verdadera en el 25 % de los casos, los enterococos, que se asocian en el 78 % de los casos, y, sobre todo, los estafilococos coagulasa negativa, que sólo representan infección verdadera en el 15 % de los casos.
También el número de hemocultivos positivos sobre el total de los realizados se utiliza frecuentemente para determinar el significado clínico del patógeno aislado, aunque este criterio es bastante inexacto. Por tanto, cada hemocultivo positivo debe evaluarse cuidadosamente y en el contexto de cada situación clínica antes de considerarse definitivamente como contaminante.
Un hemocultivo en el que crece un microorganismo "posible contaminante" es la mejor forma de no llegar a ninguna conclusión, confundirse y arruinar uno de los mejores medios diagnósticos de los que disponemos. Se ha calculado que un hemocultivo contaminado puede suponer un incremento de la estancia hospitalaria de 4-5 días y un coste añadido al tratamiento de unos 4000 euros. Por lo que es tan importante una correcta técnica de extracción, transporte y procesamiento. Por ello en un protocolo correctamente establecido es imprescindible la rigurosa exclusión de aquellos factores que influyan negativamente en el rendimiento del hemocultivo.